# Five Nights at Freddy's 3
Five Nights at Freddy's 3 (FNAF3) é um jogo eletrônico independente de sobrevivência de terror em point-and-click projetado por Scott Cawthon em 2015. A equipe de (FNAF) ficaram 4 meses produzindo o jogo, é o terceiro jogo da famosa série Five Nights at Freddy's. O jogo foi lançado na Steam em 2 de março de 2015, e custa R$16,59, para os dispositivos Android em 7 de março de 2015, e custa R$11,99 e para os dispositivos iOS em 12 de março de 2015 e custa R$16,90. Atualmente, em 2021, o jogo conta com 70 milhões de downloads, e com um 69 no meta critics.

## História
O jogo se passa 30 anos após o fechamento da Pizzaria Freddy Fazbear. O jogador assume o papel de um guarda noturno, cujo nome não é revelado, recém-contratado para trabalhar na Pavores Fazbear, uma atração de terror baseada nos casos não resolvidos da pizzaria, construído com base nos antigos restaurantes dos animatrônicos. O jogador deve monitorar câmeras da ventilação e do local e reparar os danos de áudio, vídeo e ventilação toda vez que eles dão erro, permanecendo no trabalho até a abertura da atração na próxima semana.
Porém ele não se encontra seguro, pois um misterioso animatrônico quebrado de coelho com cor verde amarelado, está no estabelecimento, seu nome: Springtrap (que significa "armadilha de mola" em ingles). O guarda noturno deve reparar seus equipamentos a tempo e impedir que o animatrônic o encontre usando áudios de uma criança falando ao mesmo tempo que sofre estranhas alucinações dos fantasmas dos animatrônicos antigos com a aparência carbonizada por terem pegado fogo semanas antes do local começar os preparos para a inauguração do local.
Ao final do jogo (que se varia entre um final bom ou ruim) é mostrado o último minigame que reproduz o flashback que demonstra a fuga de spring trap dos fantasmas que o perseguiam, que se afugenta em uma sala onde os cinco fantasmas não podiam entrar, mas havia um sexto fantasma que o seguiu naquela sala, assustado, Purple Guy vai para os lados da sala, mas só vê uma saída, entrar na roupa de Spring Bonnie. Dentro da roupa, Purple Guy dá gargalhadas, o que fez com que as molas e fios de dentro da roupa o esmagasse, o que acabou dando vida a Springtrap.
No final do jogo, na sexta noite, é revelado em um jornal que a Fazbear Fright pegou fogo no amanhecer do dia, provavelmente por problemas na fiação do local, e o que restou será doado em leilão. E se você aumentar o brilho naquele jornal você verá um boneco parecido com o Freddy, e mais no fundo, verá Springtrap ainda vivo.
Na cutscene de Sister Location, que é desbloqueada após vencer o modo mais difícil da custom night, o Golden Freddy é mostrado nos destroços queimados da atração Fazbear's Fright do terceiro jogo da franquia, onde é acompanhada por uma narração de Michael Afton, dirigida a seu pai (William Afton) por meio de uma mensagem de voz, onde ele afirma que ele a encontrou, provavelmente sua irmã, e a "libertou", acrescentando que ele deveria estar morto, mas não está, e que ele está indo encontrar seu pai. Pouco antes da cena terminar, Springtrap aparece.